# タカラビール
タカラビールは、かつて寶酒造が製造・販売していたビールである。1957年（昭和32年）に発売開始したが、既存の大手ビール会社の寡占に阻まれ、1967年に撤退した。

## 歴史
寶酒造にとってのビール事業への進出は、かねてからの念願であった。1922年に日本麦酒鑛泉がユニオンビールを発売した際に、寶酒造の前身の四方合名会社支配人の大宮庫吉が協力した時から、庫吉はいつの日か自らでビールの製造販売を行いたいと願っていた。1925年に寶酒造株式会社として法人化した際には定款の事業目的の項にビールの製造販売が盛り込まれ、「寶ビール」の商標権も確保していたが、日本のビール業界は麒麟麦酒、朝日麦酒、日本麦酒の寡占状態であるうえ、ビール造りは装置産業であり生産設備に多くの資金を必要とすることから、しばらく参入の機会に恵まれなかった。終戦後の混乱期を抜けると寶酒造の業績は好調に推移し、自己資本でビール事業に参入できる見通しが立つ。庫吉は1954年元日の年頭挨拶において、会社設立30周年を機にビール事業に参入する旨を社内に向けて発表。4月10日より、同社作業部長と技師が同行し、東京国際空港から欧米における酒造事情の現状視察に出発した。イタリアのブドウの産地アレッサンドリア県のシャンパンやワインの工場、パリのコニャックやシャンパンの工場などを視察。ドイツのミュンヘンではビールに関する子細な調査を行い、スタイネッカー社と製造設備導入の仮契約を締結した。スコットランドのウィスキー工場の見学も希望したが、同業者の反対があり叶わなかった。アメリカに渡り、ケンタッキー州ルイビルにあるシーグラム社の工場、サンフランシスコとロサンゼルスのビール工場などを視察。40日間にわたる視察旅行を終え、5月10日に帰国した。1954年2月、大蔵省に対し、木崎工場でビール12万石を製造する酒類製造免許を申請した。ところが、先発メーカーの麒麟・朝日・日本麦酒も、寶酒造に相前後して各20万石の増産を申請した。それまで、先発各社を合わせた生産量が200万石であったところに一度に72万石を増産することは業界の混乱を招く。そこで大蔵省は同年9月に各社10万石ずつの増産を認可し、すでに生産設備が出来上がっていた麒麟が一番手、寶酒造はその翌年で、朝日、日本はそれぞれ1年ずつ遅らせて増産を開始する運びとなった。1955年3月10日、木崎麦酒工場を着工。1955年11月に、プラント輸入に関して外貨割合審議会の承認を得ることができ、メーカーに正式に発注された。1957年1月6日、ビールの仕込みを開始。同年4月1日には、「タカラビール」の発売が開始された。4月8日には工場の竣工披露式典が開催され、山際正道日本銀行総裁、入間野武雄日本専売公社総裁、竹腰俊蔵群馬県知事、磯野長蔵麒麟麦酒会長および同社社長の川村音次郎、山本為三郎朝日麦酒社長らが出席。東京から訪れる来賓のために東武浅草駅から木崎駅まで臨時列車が運行された。
1957年4月の「タカラビール」の新発売にあたり、新聞・雑誌・テレビ・ラジオを使い華々しい広告宣伝活動が行われ、東京・日本橋の寶酒造東京事務所1階に4月4日に開店したタカラビアホールは愛飲家で連日満員となった。5月25日には、阪神麦酒販売株式会社を設立し、大阪・神戸地区の小売店への販売を強化した。6月18日には、サトウハチローの作詞・服部良一の作曲、ダークダックスの歌唱による『タカラビールの歌』が出来上がった。6月28日、新たなラベルのデザインを一般公募。38,493点の応募の中から東京都港区の男性の作品が選ばれ、翌年の製品から使用された。
味の変更、プロ野球との連動キャンペーン、プルトップ缶の採用などのテコ入れ策や、関西での需要増を目論んだ京都工場の開設などの施策を進めた。しかし、先発メーカーの特約店制度の壁は厚く、苦戦を強いられた。

## 製品

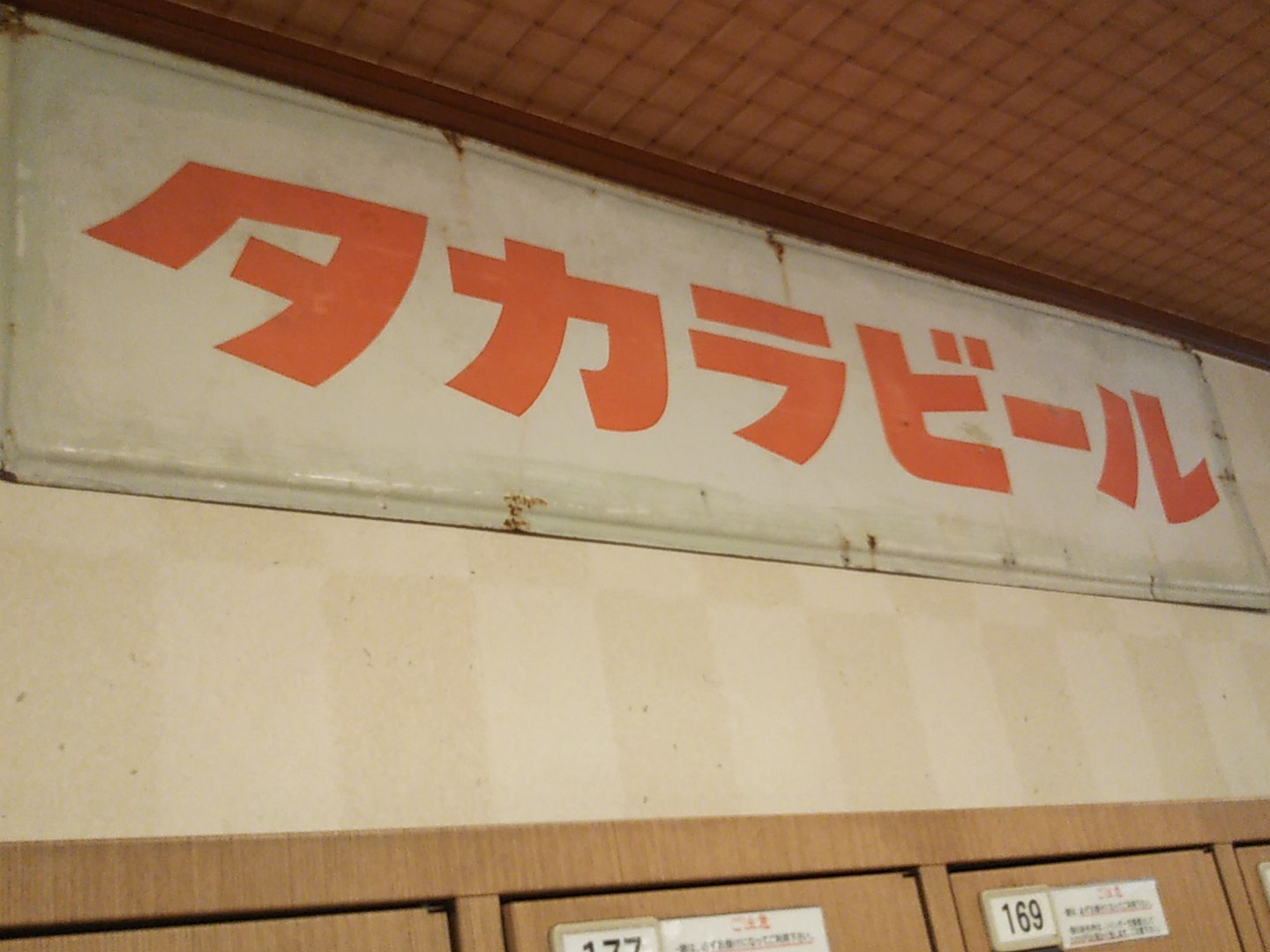
昭和レトロの装飾として日帰り温泉に飾られているホーロー看板。同店はタカラビール撤退後の開業であり、提供されているビールは当然他社の製品である。

業界初の500mlの中瓶を採用し、1本100円の小売価格で販売された。ドイツでも500ml瓶が多く、消費者の間では334mlの小瓶では物足りず633mlの大瓶では余る傾向があることから、両者の中間の容量とした。既存メーカーからは反対意見もあったが、最終的には受け入れられた。ラベルは、発売当初は縦長の楕円形の中に打ち出の小槌をあしらったデザインであったが、翌年からは公募で選ばれたラベルに変更された。金色の樽型に赤、青、黒、白で「TA KA RA BEER」の文字を表した、斬新な意匠であった。
当初は強めの苦味が特徴の、ドイツ風の本格派の味わいであったが、翌年には日本人好みの味に軌道修正が図られた。

## 工場
タカラビールの主力工場である群馬県木崎町の木崎工場は、1925年（大正14年）に、寶酒造の前身である四方合名会社により開設された。京都・伏見で創業した四方合名会社は、1910年（明治43年）に東京に進出。伏見で生産したみりんや焼酎を鉄道で東京へ出荷していたが、1923年の関東大震災で鉄道が寸断され、輸送に困難をきたしたことから関東への工場建設の必要性が認識される。特約店の一社の案内で東武鉄道沿線の埼玉県、群馬県に適地を探したところ、木崎町の誘致を受け、焼酎工場の建設を決定。1925年9月に完成し操業を開始した。1938年1月に施行された軍需工業動員法により、同年4月に東亜酒精工業株式会社（以下、東亜）、を設立し、木崎工場を同社に移譲。国策の要請に応じて燃料用無水アルコールの生産を行った。戦後の1947年9月15日に寶酒造は、東亜が改称した日本酒精を吸収合併。木崎工場が寶酒造に復帰した。ビール工場転向前の事業規模は敷地面積27,180坪、従業員数125名、昭和28年度の生産高は焼酎15,280石、88度アルコール12,316石、95度アルコール1,113石であった。アロスパス式蒸留器を備えていたが、工場用地をビール工場に転用するため、長崎県の島原工場に移設された。清水建設により、関東大震災以上の地震にも対応する耐震性を持つ建屋が建設され、製麦とビール醸造設備はドイツのスタイネッカ―社、瓶詰設備はアメリカのジョージ・マイヤー社およびクラウン・コルク社 (Crown_Holdings) より輸入した。ホップの毬花の処理を行う工場が、群馬県沼田市と岩手県江刺町に設けられた。1962年には関西での需要拡大を目指し、京都市南区と京都府向日町にまたがる東海道本線沿いに敷地を取得し、京都麦酒工場を新設。庫吉が欧米視察の際に見学した、美観の整った工場に倣い、敷地内には造園家の荒木芳邦による庭園が設けられた。
ビール事業撤退後、2か所の工場のうち木崎工場はサッポロビールに売却され、群馬工場となる。京都工場はキリンビールに売却され、1999年まで操業を続けたが、閉鎖後は再開発され、跡地はイオンモール京都桂川などが建った。

## 撤退、その後
大宮庫吉の娘婿である隆は、1966年に社長に就任。その翌年に、苦戦が続いていたビール事業からの撤退を決断したが、この決定は予想外に早く業界に知れ渡る。876万本の在庫は売るに売れず、手詰まりになっていた。隆は台湾に暮らす旧知の有人に相談を持ち掛けたところ、現地では品不足で、ビールを輸入しようと考えていたと知らされる。こうして、在庫のビールは3週間余りで売り切ることができた。
焼酎部門の低迷もあり大幅な人員整理を余儀なくされ、ピーク時には3143人いた従業員のうち約1300人が寶酒造を去ったが、社に残ったビール醸造の技術者の一部は、酒類で培った発酵技術を生かした研究部門に移った。伏見にあった酒精研究所を1970年に滋賀県大津市瀬田に移し、中央研究所に改める。同年、世界初のブナシメジの人工栽培に成功。1979年には、日本製としては初の制限酵素試薬の販売を開始。2002年には持ち株会社体制への移行に合わせ、バイオテクノロジー事業がタカラバイオとして分社化した。バイオ事業は、結果として成功しなかったビール事業が形を変えて甦ったものととらえることができる。